# おかめ

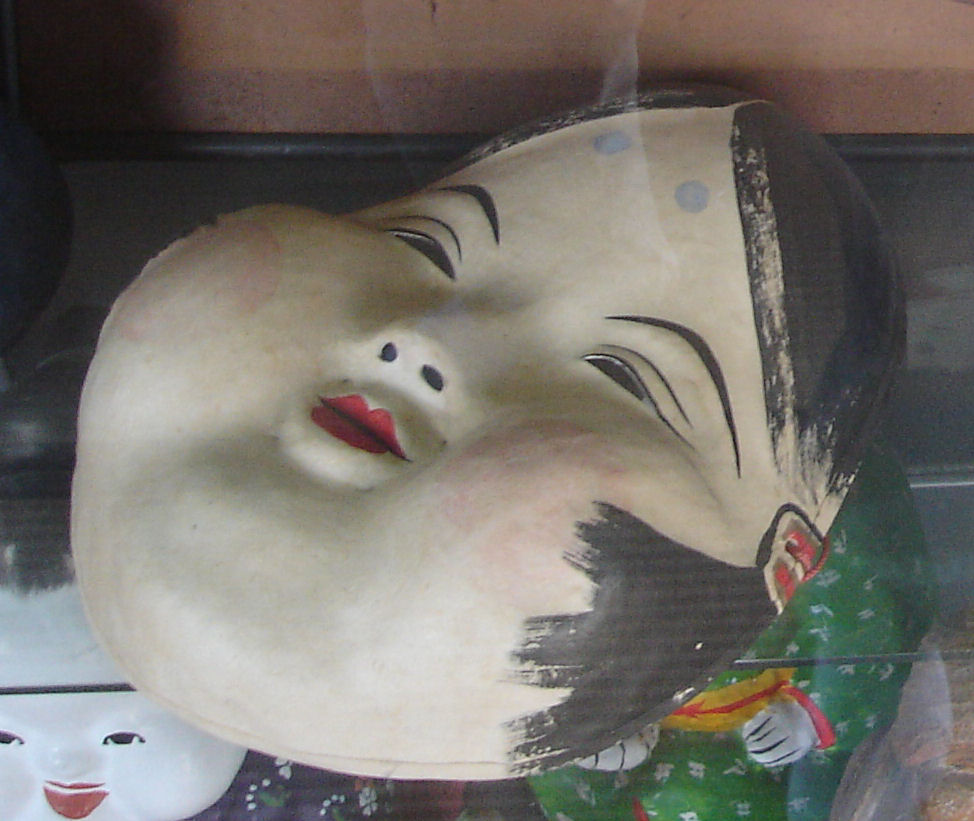
おかめの面。

おかめは、古くから存在する日本の面（仮面）の一つである。丸顔、鼻が低く丸く、頭が小さく、垂髪、頬が丸く豊かに張り出した（頬高）特徴をもつ女性の仮面であり、同様の特徴を持つ女性の顔についてもそう呼ぶ。お亀、阿亀（おかめ）とも書き、お多福、阿多福（おたふく）、文楽人形ではお福（おふく）、狂言面では乙御前（おとごぜ）あるいは乙（おと）ともいう。阿亀蕎麦（おかめそば）等、「おかめ」を冠したものの略称でもある。

## 呼称・表記

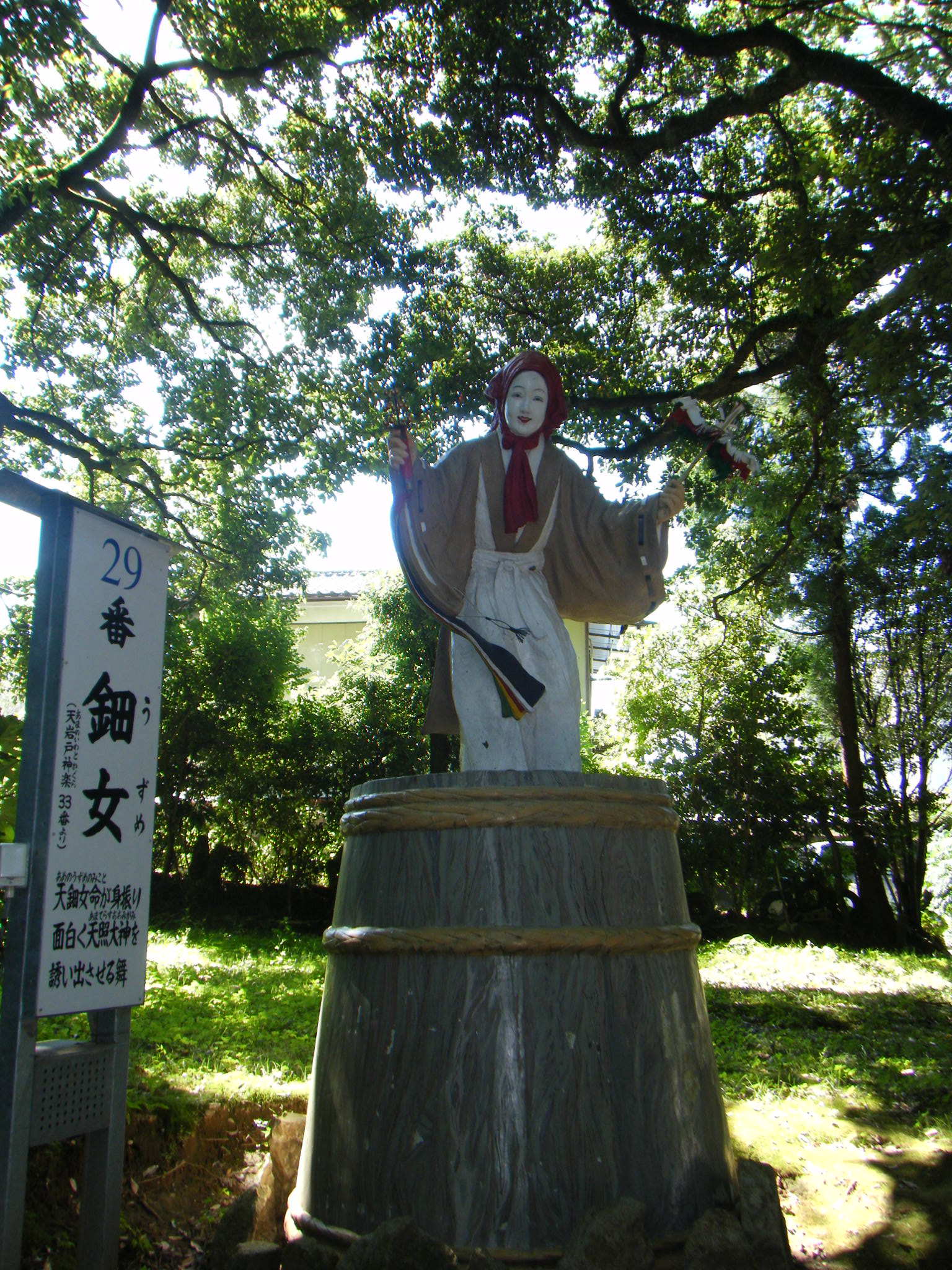
面の由来とされるアメノウズメの像（宮崎県高千穂町、2009年撮影）。

多岐にわたる呼称・表記を下記の通り整理する。
- おかめ（お亀、[1][2][3]、阿亀[3]） - 里神楽 （⇔ ひょっとこ）
- おたふく（お多福[1][2]、阿多福[3]）
- おふく（お福[2]、御福[4]） - 文楽人形
- おとごぜ（乙御前[1][2]） - 狂言面
- おと（乙[2]） - 狂言面

## 略歴・概要

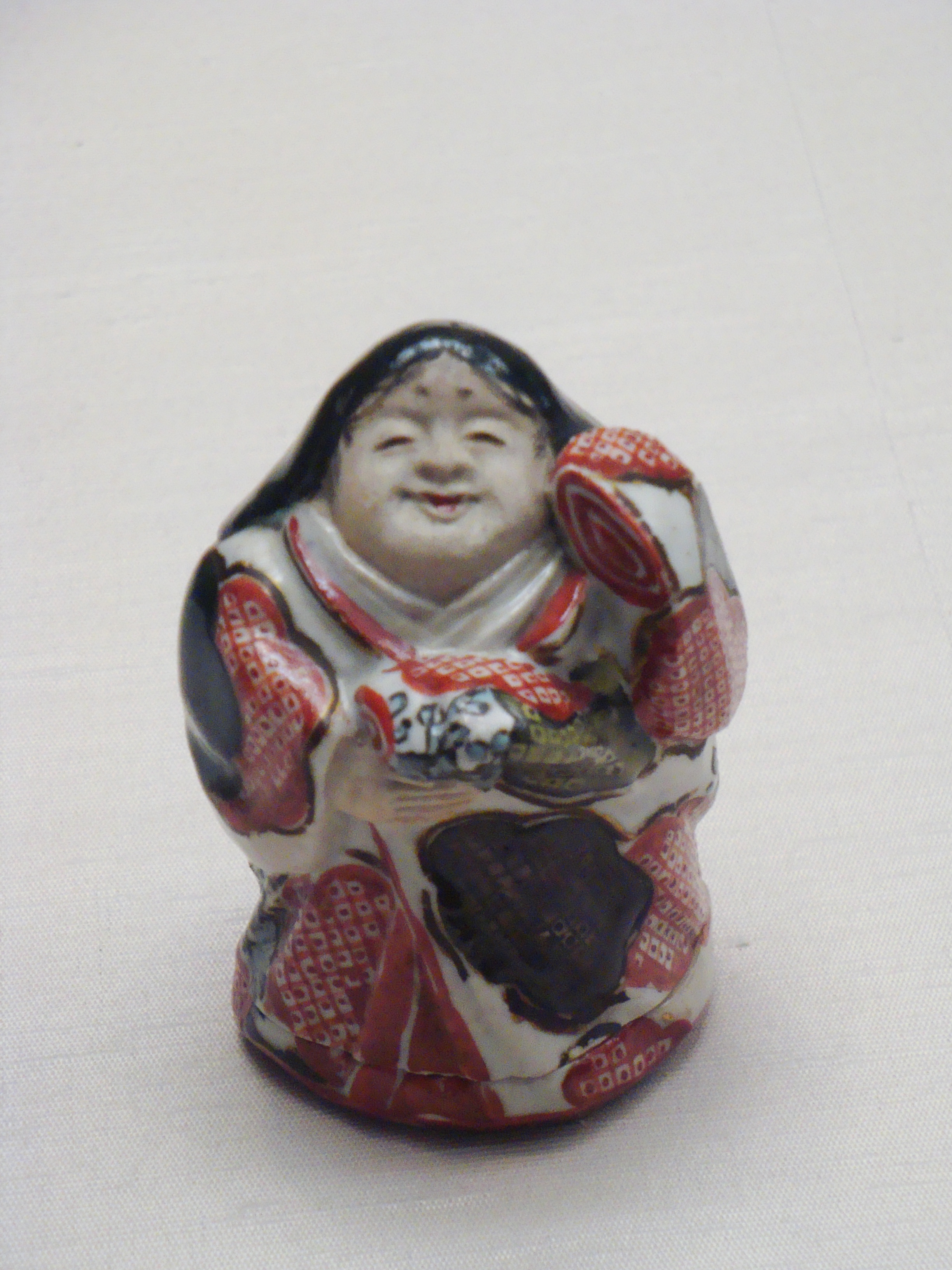
「お福」の土人形（仁阿弥道八、19世紀）。

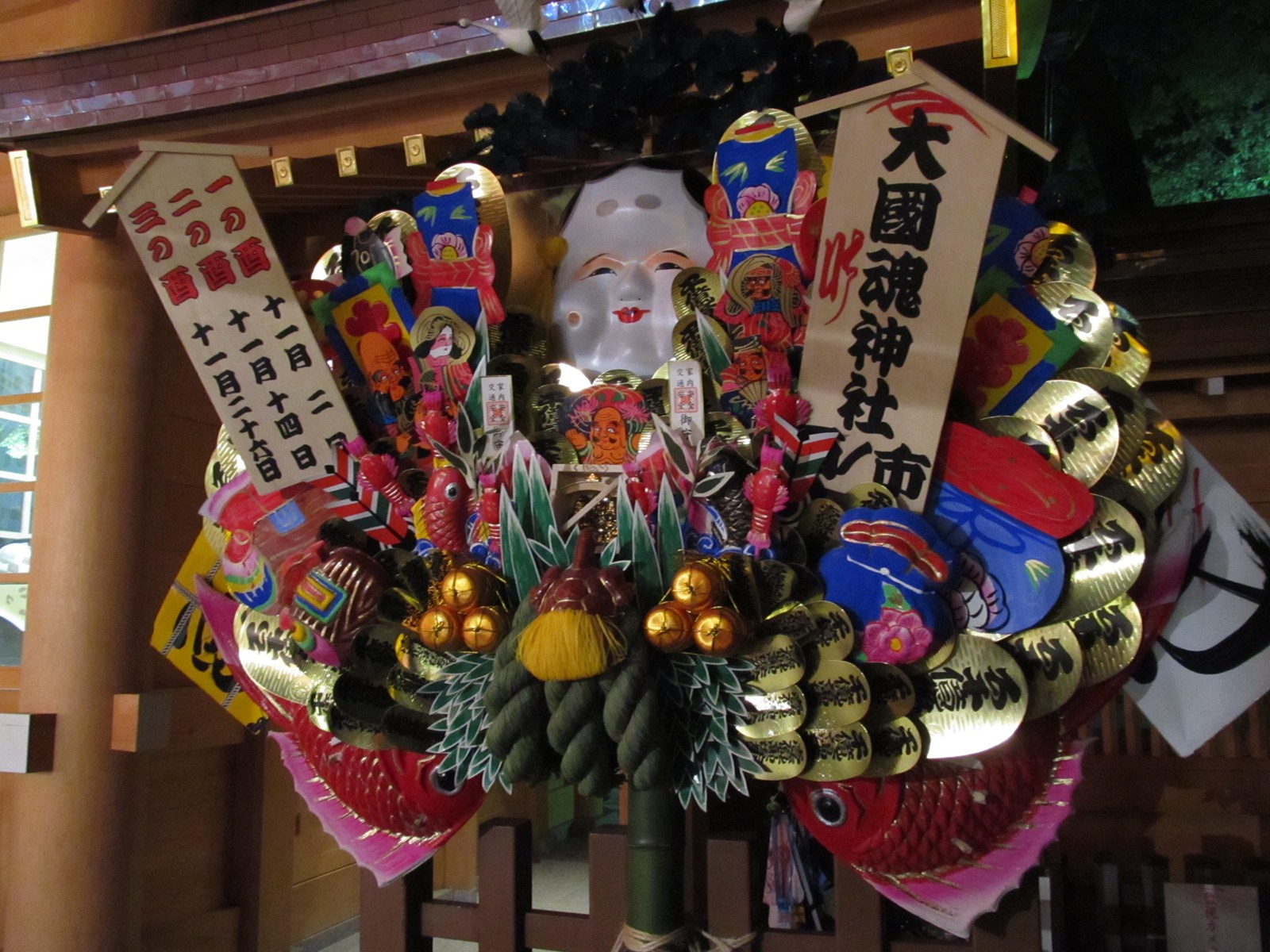
「お亀」は、酉の市の大熊手のメインキャラクターである（大國魂神社、東京都府中市）。

この滑稽な面の起源は、日本神話の女性、日本最古の踊り子であるアメノウズメであるとされる。アメノウズメは、7世紀の律令制下の神祇官に属し神楽等を行った女官、猿女君の始祖である。
素顔を原則とする狂言において、仮面を使用するのは老人、醜女、神・仏、鬼、動植物の類であるが、「乙」（乙御前）は醜女に当たる。狂言面の起源とその時期について、詳細は不明であるが、能面と関係しており作者もほぼ共通しているとみられている。したがって、能面なるものが完成をみる室町時代から江戸時代初期にかけての時代（14世紀 - 17世紀）に、狂言面としての「乙」（乙御前）も完成をみると考えられる。「乙」（乙御前）の狂言における役割は、男に逃げられる醜女、姫鬼、福女である。「乙御前」とはもともと「末娘」の意味であり、狂言『枕物狂』ではその意味に用いられたセリフが存在する。転じて「醜女」の意になり、狂言面「乙」（乙御前）となった。「乙御前」が登場する狂言は、
- 釣針
- 仏師
- 六地蔵

等である。
「おたふく」という名称は、狂言面の「乙」（乙御前）の「オト」音の転訛ともいわれる。ほかにも「福が多い」という説と、頬が丸くふくらんだ様から魚の「フク」（河豚・ふぐ）が元という説もある。「阿多福」は、「阿多福面」（おたふくめん）の略であり、醜い顔であるという意図で女性に対して浴びせかける侮辱語として使用されることがある。
「おふく」は、室町時代（14世紀 - 16世紀）にはすでに出現していた大道芸、新春の予祝芸能を行う門付芸「大黒舞」で、大黒天を中心に、えびすの面を覆った人物とともに、同様に覆面で、連れ立って現れたキャラクターである。「おふく」という名称は、とくに江戸時代初期（17世紀）に大坂（現在の大阪府大阪市）で生まれた文楽でとくに使用されるもので、文楽人形の首（かしら）の一つの名称でもある。下女、あるいは下級・端役の女郎役のものである。近松門左衛門の浄瑠璃『傾城反魂香』（1708年）にも、「姫君はさて置き、たとへ餅屋の御福でも」というフレーズで、姫君と「餅屋の御福」を比較し、つまり餅屋の店員の不細工な女であっても、という扱いで登場している。1712年（正徳2年）の銘がある『七福神戯遊之図』には、七福神に加えて、布袋に酌をする8体目の女神が描かれており、これが「お福」または「乙御前」であるとの説明書きが付随しているという。文化年間（1804年 - 1817年）に発表された『街談文々集要』によれば、「お福」は父を「福寿」、母を「お多福」とし、「西ノ宮夷」（現在の西宮神社、兵庫県西宮市）支配下の「叶福助」の妻だという設定が記載されている。宮田登によれば、近世に流行する、福助、お多福、福太郎、福太夫、そして「お福」は、狂言の世界には先行して登場しているという。同じころ、京都の陶芸家・仁阿弥道八が、「お福」の土人形をつくっている。

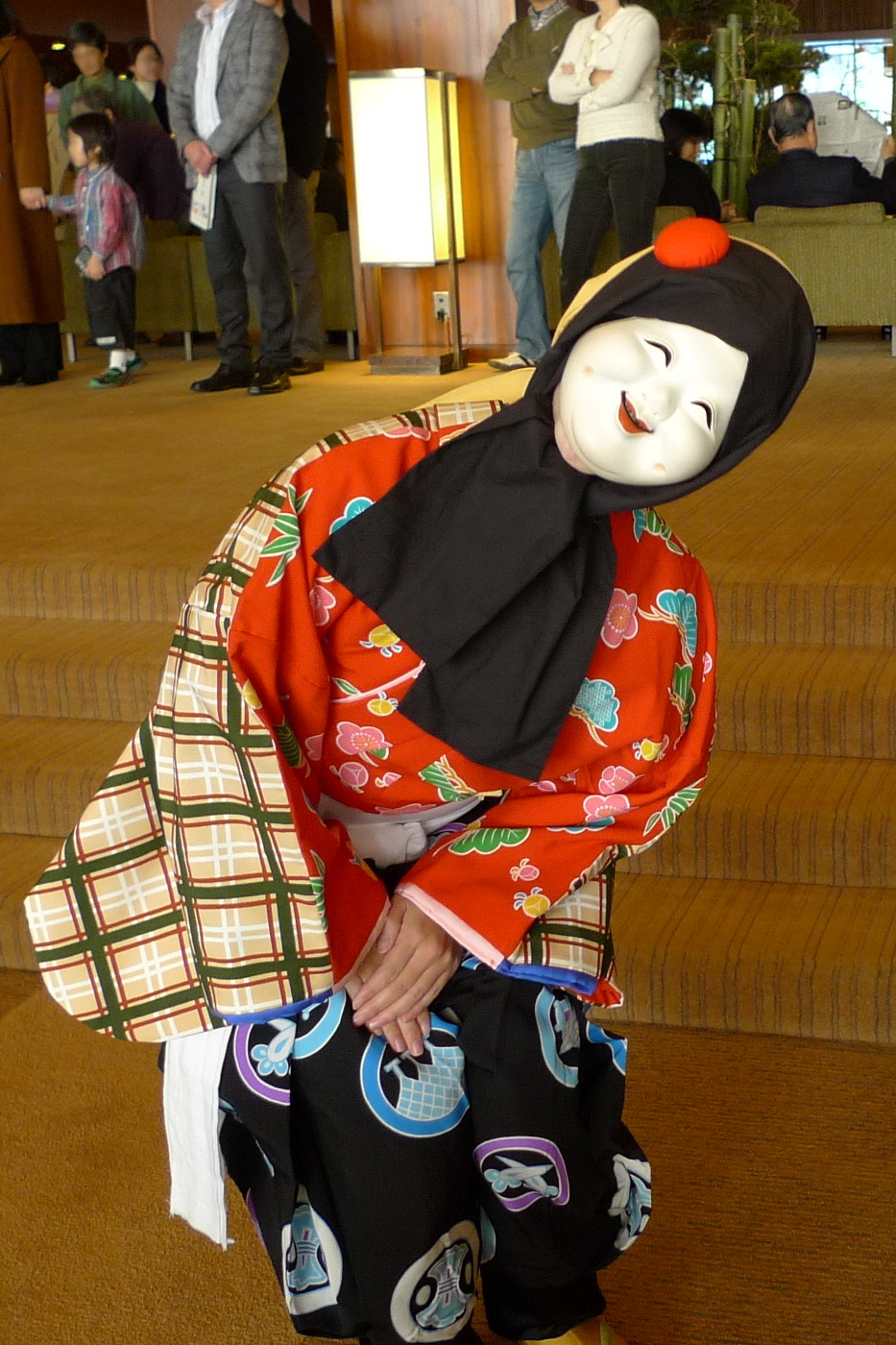
元旦の獅子舞でのおかめ

「おかめ」という名称は、それらに比較して時代は新しく、とくに近世（17世紀 - 19世紀）の江戸（現在の東京都）の里神楽で使用されるものである。名称の由来は、顔と頬の張り出した形が「瓶」（かめ）に似ていることから名付けられた、とされるが、室町時代の巫女の名前からという説もあるため、はっきりしない。里神楽等で道化やモドキ役の女性として使われることもあり、男性の仮面である「ひょっとこ」と対に用いられる。その役どころから人気が高く、熟練芸能者の演じるところとされる。「おかめ」は、近世以降の民間芸能に使用され、日本各地の田遊における「はらみ女」、愛知県北設楽郡に現在も伝わり重要無形民俗文化財に指定されている霜月神楽である「花祭」では「巫女のお供」、獅子舞や各種の祭礼行列では道化として登場する。「福を呼ぶ面相」であるとして愛され、酉の市の大熊手にも取り入れられている。
本来古代において、太った福々しい体躯の女性は災厄の魔よけになると信じられ、ある種の「美人」を意味したとされている。だが縁起物での「売れ残り」の意味、あるいは時代とともにかわる美意識の変化とともに、不美人をさす蔑称としても使われるようになったとも言われている。

## 冠する語の一覧

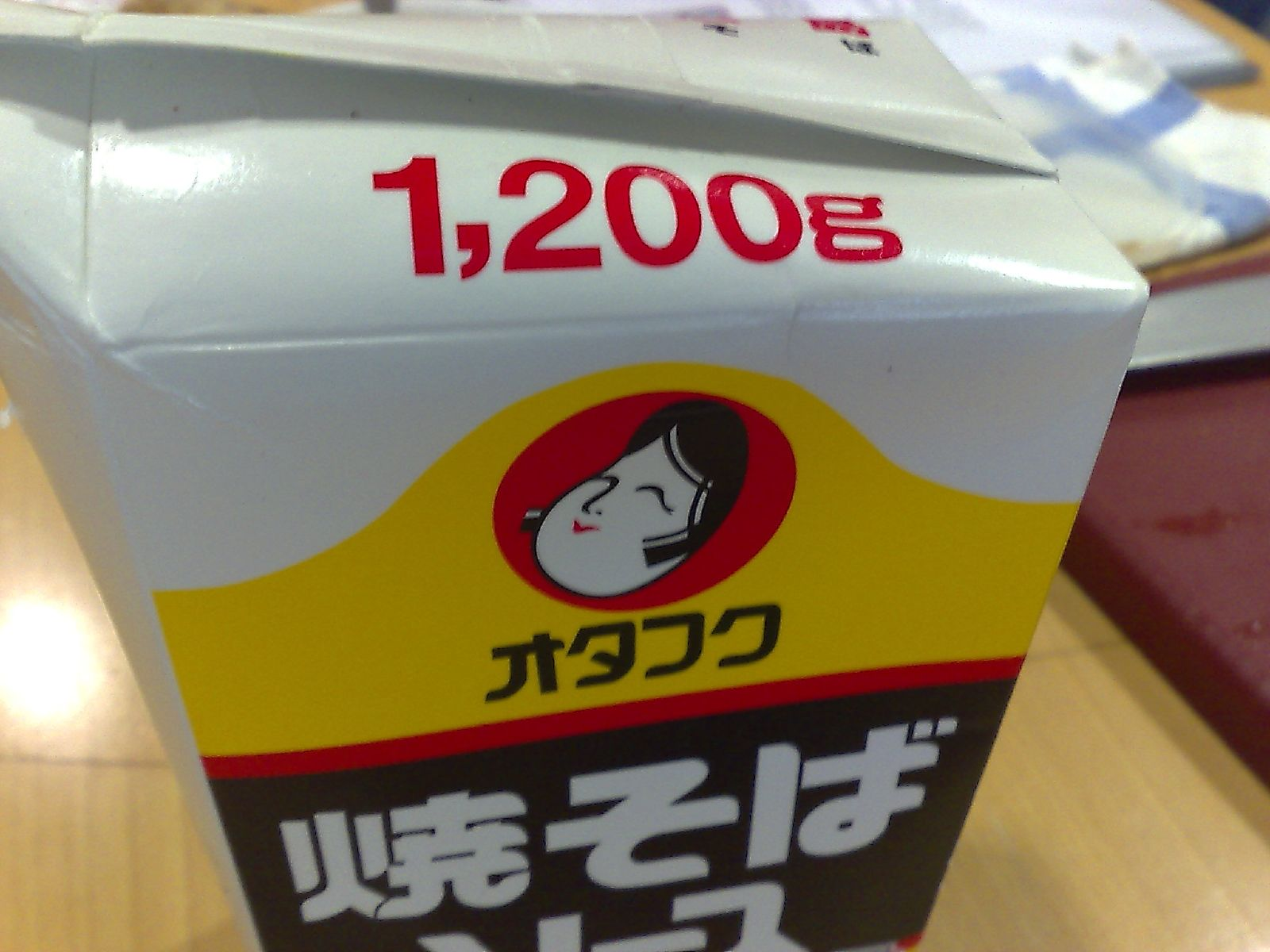
オタフクソースのパッケージの「お多福」。

「おかめ」「おたふく」「おふく」を冠したものの一覧である。それぞれ「おかめ」「おたふく」「おふく」と略すことがある。
おかめ
- 阿亀桜（オカメザクラ）
- 阿亀笹（オカメザサ）
- 阿亀蕎麦（おかめそば）
- 阿亀蟋蟀（オカメコオロギ）
- 阿亀鸚哥（オカメインコ）
- お亀饂飩（おかめうどん）
- おかめ納豆 - 茨城県小美玉市の納豆メーカー、タカノフーズ（1932年創業、納豆業界最大手）のブランド

おたふく
- 阿多福面（おたふくめん） - おたふくの面
- 阿多福風邪（おたふくかぜ）
- 阿多福豆（オタフクマメ） - マメ科ソラマメ属ソラマメの栽培品種[16]
- 阿多福飴（おたふくあめ） - 棒状のさらし飴[17]
- お多福庵（おたふくあん） - 19世紀の人物[18]
- オタフクソース - 広島のソース、1952年（昭和27年）創業
- オタフクナンテン ‐ 江戸時代に品種改良で生まれた、真っ赤な紅葉をするナンテンの一種

おふく
- お福正宗 - 新潟の日本酒、1897年（明治30年）創業[19]

## その他

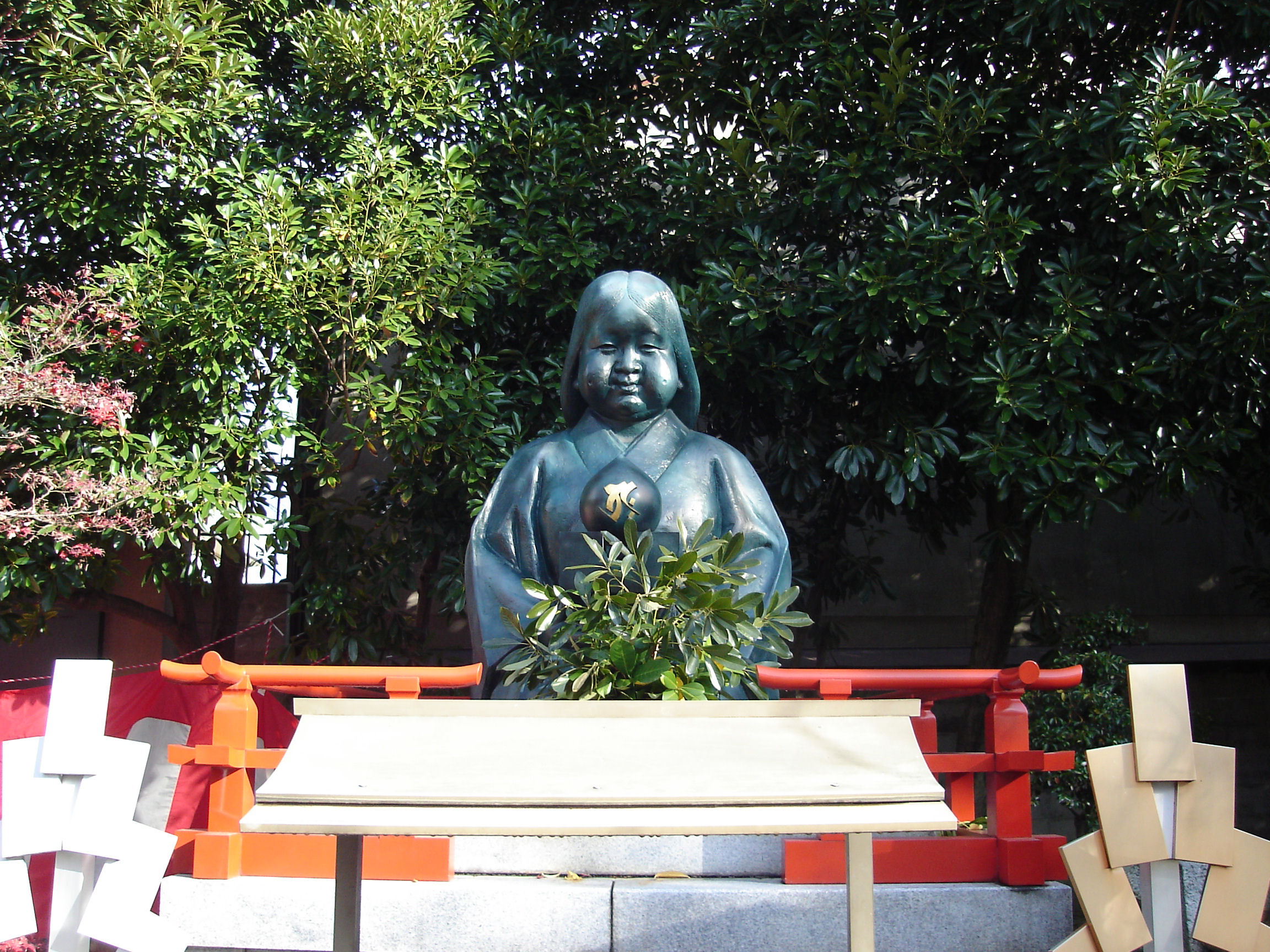
おかめ像（大報恩寺）。

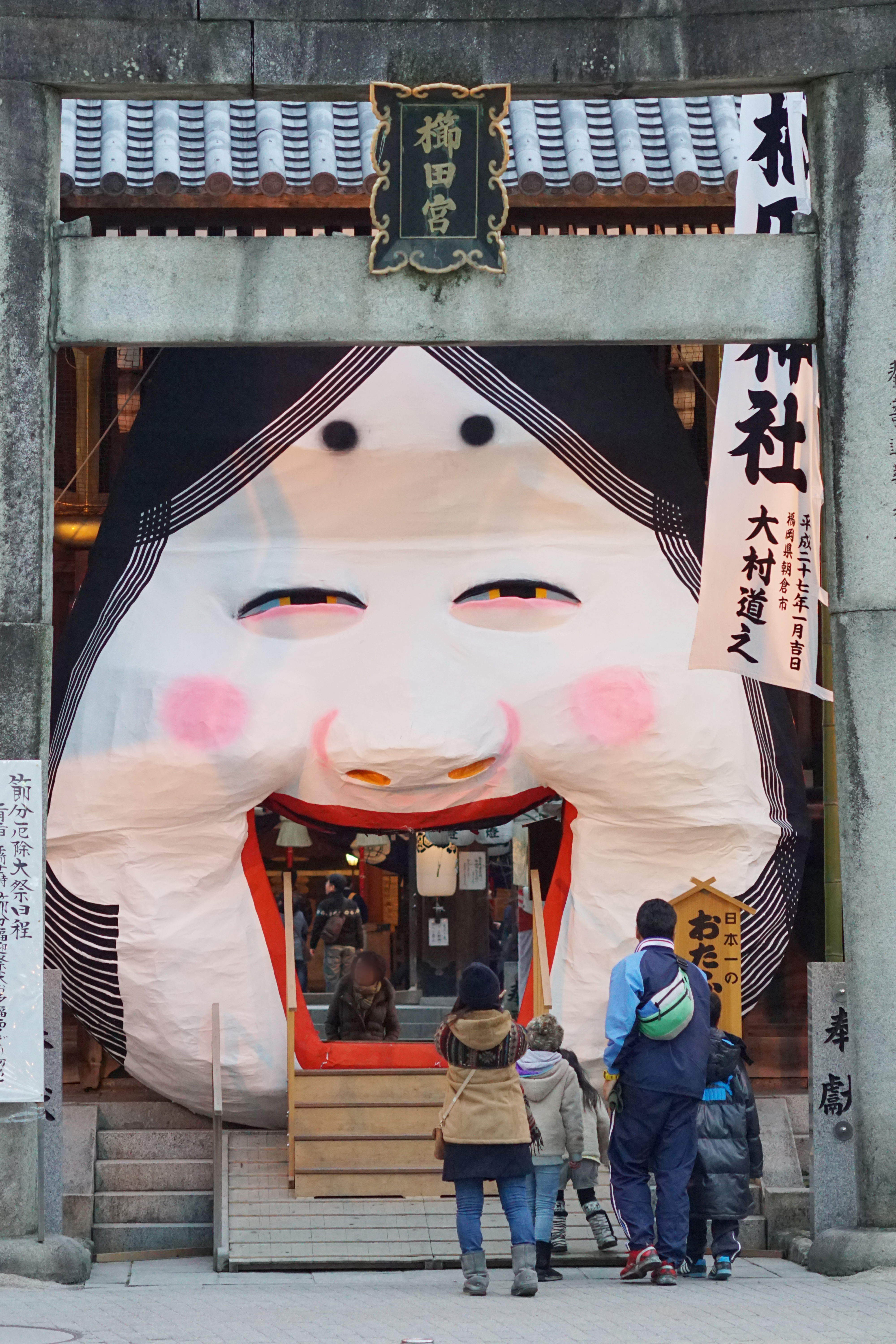
大お多福面（櫛田神社）。

- 京都の千本釈迦堂（大報恩寺）には本堂を建てた大工の棟梁を助けたうえ命を絶った妻のおかめの伝説がある。そのため京都で棟上げ式を行うときおかめの面を御幣に付ける習慣がある[要出典]。
- 建築土木の現場では、土や砂利、コンクリートなどを掻き寄せたり、敷き均すための用具である「鋤簾」（じょれん）を「阿亀」（おかめ）と呼ぶ[要出典]。
- 三菱の創業者・岩崎弥太郎は、「笑顔でサービス」を象徴するものとしておかめの面を使った。三菱商会と改称した1873年当時、社員の大半は、岩崎の出身地である土佐藩の下級武士であったため武家意識から客に頭を下げることができず、その対策として岩崎は店の正面におかめの面を掲げ、接客担当には和服に角帯、前垂姿でおかめのような笑顔を強いた[20]。
- 主に福岡県下の各地において、節分の季節になると神社の門の前に「大お多福面」が出現する。大きく開いた口の中をくぐり抜けると、商売繁盛や家内安全などの御利益があるとされている。鬼は外、ならば福へは自ら飛び込んで行こうと「博多のアイデアマン」と呼ばれた田中諭吉が1961年に福岡の櫛田神社に提案し、始まった。